# Edmund Hillary
Sir Edmund Percival Hillary (Auckland, 20 luglio 1919 – Auckland, 11 gennaio 2008) è stato un alpinista ed esploratore neozelandese.
Tra i più noti alpinisti ed esploratori del mondo, deve la sua fama alla prima ascensione del monte Everest avvenuta il 29 maggio 1953 insieme con lo sherpa Tenzing Norgay.

## Biografia
Nato a Tuakau a sud di Auckland in Nuova Zelanda, Hillary si appassionò alla lettura fin da bambino. Era molto timido e sembrava anche più gracile dei suoi compagni di scuola. Trovava allora rifugio nei libri, che poteva leggere durante le quattro ore che gli occorrevano per andare e tornare da scuola. A sedici anni, durante una gita scolastica al monte Ruapehu nelle Alpi neozelandesi, scoprì che il suo fisico era più resistente dei suoi compagni di camminata. Fu così che iniziò il suo interesse per l'alpinismo. Oltre alle montagne della Nuova Zelanda, Hillary frequentò anche le Alpi, per poi giungere in Himalaya, dove scalò undici vette sopra i 6 000 metri di quota. Durante la seconda guerra mondiale fu navigatore dell'aviazione neozelandese.
Nel 1948, insieme con Ruth Adams, Harry Ayres e Mick Sullivan, effettuò la prima ascensione dello Spigolo Sud del Monte Cook (o Aoraki). Successivamente partecipò a due spedizioni di ricognizione in Himalaya: una nella zona dell'Everest nel 1951 e una al Cho Oyu nel 1952. Fu così notato da John Hunt, che lo invitò a prendere parte alla fortunata spedizione britannica del 1953. La conquista del monte Everest (29 maggio 1953) fu annunciata contemporaneamente all'incoronazione della regina Elisabetta II. Rimase celebre la frase detta da Hillary a George Lowe, il primo compagno di scalata incontrato durante la discesa: «Well, George, we knocked the bastard off!» («Beh George, l'abbiamo battuto il bastardo!») Hillary, ormai divenuto famoso, prese poi parte a numerose spedizioni in Himalaya tra il 1956 e il 1965, anno in cui collaborò fattivamente anche alla costruzione del piccolo scalo aeroportuale di Lukla, che dal 2008 è intitolato alla sua memoria.
Fu anche in Antartide, e raggiunse il polo sud il 4 gennaio 1958 con la Commonwealth Trans-Antarctic Expedition, una spedizione motorizzata (composta di tre trattori Massey Ferguson TE20) condotta con Vivian Fuchs. Fu il terzo uomo della storia a raggiungere tale punto via terra dopo Amundsen e Scott nel 1911-12.
Fu insignito di numerose onorificenze: il 16 luglio 1953 fu nominato Cavaliere Commendatore dell'Ordine dell'Impero Britannico (KBE); nel 1987 divenne membro dell'Ordine della Nuova Zelanda (ONZ); il 23 aprile 1995 fu nominato Cavaliere dell'Ordine della Giarrettiera (KG); nel 2003, in occasione del cinquantenario della conquista dell'Everest, il governo del Nepal gli conferì la cittadinanza onoraria durante uno speciale giubileo commemorativo svoltosi nella capitale Katmandu. Sir Edmund è il primo straniero a ricevere un simile onore dai nepalesi. È stato l'unico neozelandese ancora in vita a essere apparso su una banconota.
Hillary ha dedicato gran parte della sua vita ad aiutare il popolo nepalese degli sherpa tramite l'Himalayan Trust da lui fondato, riuscendo a costruire scuole e ospedali. Il destino volle che durante questo periodo perissero la moglie Louise Mary Rose e la figlia Belinda, nel 1975, in un incidente aereo dopo il decollo da Katmandu. Era anche presidente onorario dell'"American Himalayan Foundation", un'associazione non-profit che cerca di migliorare l'equilibrio ecologico e le condizioni di vita dei popoli himalayani. Hillary, che nella vita di tutti i giorni esercitava il mestiere di apicoltore, ha affermato di considerare i suoi successi in campo umanitario come la sua più grande conquista.
Muore alle 9 circa (21 in Italia) dell'11 gennaio 2008 nell'Auckland City Hospital, per insufficienza cardiaca, all'età di 88 anni. Il funerale è stato celebrato il 22 gennaio nella Holy Trinity Cathedral di Auckland. Il 29 febbraio 2008 in una cerimonia privata la maggior parte delle sue ceneri sono state disperse nella baia di Auckland, mentre le rimanenti sono state tumulate in un monastero nepalese. Nel 2010 è stato annullato lo spargimento delle ceneri rimanenti.

## Famiglia
Edmund Hillary sposa Louise Mary Rose il 3 settembre 1953. Dal loro matrimonio nascono tre figli: Peter (1954), Sarah (1955) e Belinda (1959-1975). Nel 1975 Hillary perde la moglie Louise e la figlia Belinda a causa di un incidente aereo avvenuto nei pressi di Kathmandu.
Sposerà in seconde nozze June Mulgrew, vedova del suo migliore amico Peter Mulgrew, il 21 dicembre 1989.

## Opere
- Edmund Hillary, Dall'Oceano al Cielo - dal Gange all'Himalaya, edizioni Dall'Oglio, 1980.
- Edmund Hillary, Osare per vincere - Autobiografia, edizioni Dall'Oglio, 1975.